# Roscelin de Beaumont-au-Maine
Roscelin de Beaumont-au-Maine (° ? - † ~1176).

## Généalogie
La famille de Beaumont, puis de Beaumont-Brienne, domina cette région du Maine du Xe  au  XIVe siècle.

## Biographie
Roscelin de Beaumont, dit, en 1112, fils aîné de Raoul VII de Beaumont et de N. (Adénor ?) de Laval, prend le titre de vicomte de Beaumont et de Sainte-Suzanne (Roscelin est en fait une déformation de Raoul).
Henri Ier d'Angleterre, roi d'Angleterre, qui lui donna une de ses filles naturelles Constance FitzRoy et dont il prit les intérêts, le traita toujours avec bienveillance. Il réprimanda sévèrement Geoffroy Plantagenet, son gendre, qui, au cours de la guerre, avait saccagé le château de Beaumont.
En 1145, il est le premier des témoins laïcs de la fondation de l'abbaye de Perseigne ; il est qualifié vir valde venerandus par les moines de Saint-Aubin, auxquels il donne un moulin sur l'étang de Rioi, au Lude, 1156, et un pré au-dessus du moulin d' Épaillard, à Fresnay, avant 1173. Entre 1161 et 1172, sa femme et lui donnent à Cluny l'église de Pont-Neuf-sur-Sarthe pour fonder un prieuré. Avec son fils, sa femme et sa bru, il est cité dans une charte de l'abbaye Saint-André-de-Gouffern. Enfin il accorde à Perseigne toute franchise en ses terres et approuve, avec sa femme, la donation d'un bourgeois nommé Réchin, de la Ferté, à l'abbaye de Saint-Aubin. Il mourut probablement avant 1178.

## Famille
```
Henri
 
I
er
 d'Angleterre

│
├──> 
Mathilde
, femme de 
Geoffroy Plantagenet

│    │
│    └──> 
Henri
 
II
 d'Angleterre

│
├──> Constance, fille bâtarde 
│    x Roscelin de Beaumont
│    │
│    └──> 
Richard
 
I
er
 de Beaumont

│    └──> 
Raoul de Beaumont
, évêque d'Angers
│        
```

Roscelin fut marié deux fois.
1. D'abord et plusieurs années, avant 1145, il épousa une fille du seigneur de Crépon, près Caen, d'où Odeline de Beaumont, dame de Crépon, femme de Richer III de Laigle, mort en 1178. Pierre-Joseph Odolant-Desnos, les tire lui-même d'une charte de l'abbaye de Tironneau, et de l'épitaphe d'Odeline de Laigle, à l'abbaye de la Chaise-Dieu, d'après une communication d'une abbesse qu'il cite. On y voit qu'Odeline est qualifiée fille du vicomte de Sainte-Suzanne, et qu'elle donna à l'abbaye un muid de froment pour son anniversaire. Elle mourut après une union très courte.
2. En secondes noces, Roscelin épousa, vers 1145, la cinquième des huit bâtardes d'Henri Ier, roi d'Angleterre, nommée Constance, plusieurs fois citée dans les actes de son mari et qui lui donna trois fils et une fille :
  1. Richard était l'aîné.
  2. Raoul de Beaumont, évêque d'Angers, († 13 mars 1197) a été particulièrement méconnu par ses biographes.
  3. Guillaume de Beaumont, cité en 1156.
  4. Constance de Beaumont, dite sœur de Richard avant 1194[1].

Les rois d'Angleterre affectèrent toujours de mettre en évidence cette parenté pour s'attacher les vicomtes de Beaumont, et fortifièrent ces liens par de nombreuses faveurs, entre autres par la provision de l'évêché d'Angers dont ils gratifièrent deux des fils des vicomtes.

## Source
- Abbé Angot, « Les vicomtes du Maine », dans Bulletin de la Commission historique et archéologique de la Mayenne, 1914, no 30, p. 180-232, 320-342, 404-424. .
- Comtes du Maine, Étienne Patou, 2007, .